# NoCGV Svalbard
Le brise-glace et navire de patrouille offshore de la Garde côtière norvégienne NoCGV Svalbard (W303) a été construit par Langsten AS au chantier naval de Tangen Verft à Kragerø et lancés le 17 février 2001. Il a été nommé le 15 décembre à Tomrefjord par le ministre de la Défense Kristin Krohn Devold comme marraine, et remis à la Garde côtière le 18 janvier 2002. Il est entré en service actif à la mi-2002 et est domiciliée à Sortland. Sa principale zone d'exploitation se situe dans les eaux arctiques au nord de la Norvège, dans la mer de Barents et autour des îles Svalbard. Le 21 août 2019, le NoCGV Svalbard est devenu le premier navire norvégien à atteindre le pôle Nord .

## Historique
Le Svalbard est le deuxième plus grand navire des forces armées militaires norvégiennes (en tonnage), conçu pour compléter les trois autres navires transportant des hélicoptères de la Garde côtière norvégienne, les navires de patrouille extracôtiers de classe Nordkapp. Il est protégé de l'Arme nucléaire, radiologique, biologique et chimique (NRBC) et il est capable de déglaçage et de remorquage d'urgence jusqu'à 100.000 tonnes. Le littoral norvégien étant généralement exempt de glace, il est le seul navire norvégien capable de déglaçage. Navire à double-action, il est conçu pour briser la glace à l'avant et à l'arrière.

## Galerie

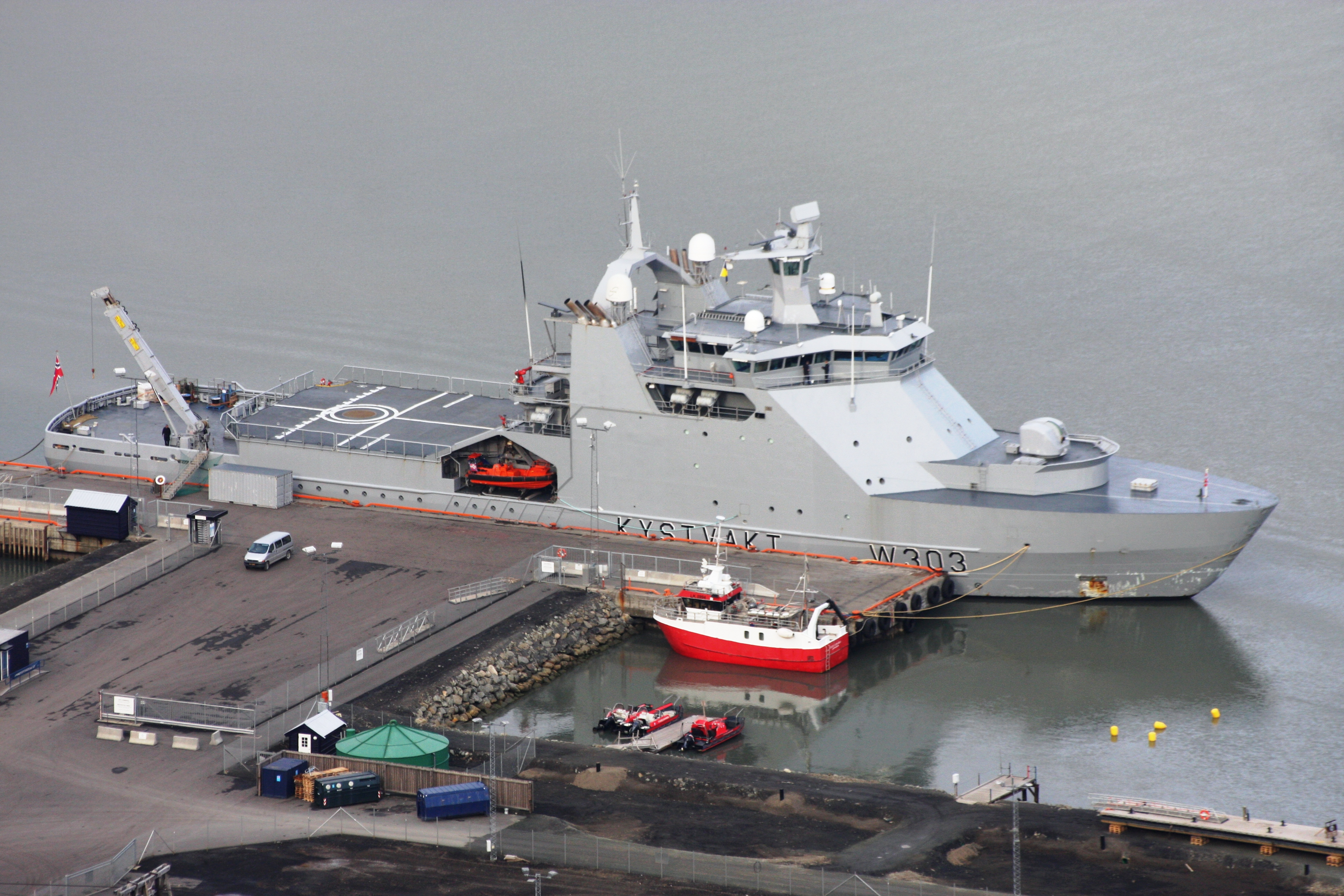
Le Svalbard au port de Longyearbyen
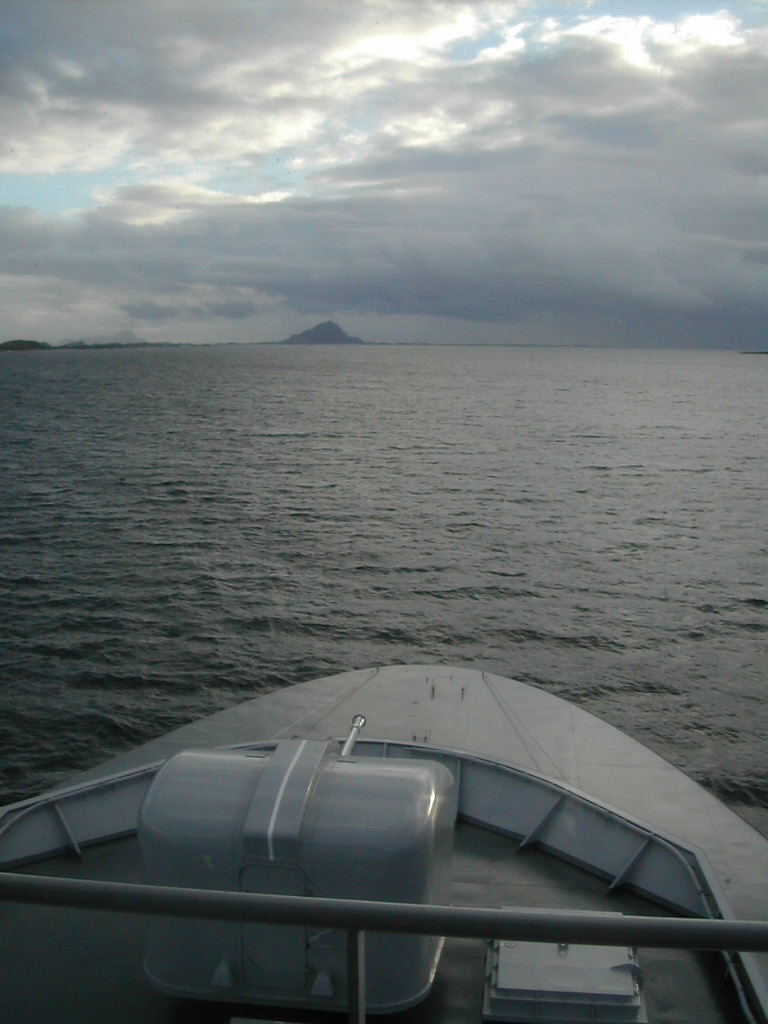
Canon Bofors de 57 mm